# Roy A. Tucker
Pour les articles homonymes, voir Tucker.
Roy A. Tucker, né à Jackson (Mississippi), aux États-Unis, en 1951, et mort le 5 mars 2021 à Tucson,) est un astronome américain.

## Biographie
D'après le Centre des planètes mineures, Roy A. Tucker a découvert 714 astéroïdes (numérotés) entre 1996 et 2010 et a codécouvert (99942) Apophis.
Il est l'un des cinq chercheurs ayant reçu un « Gene Shoemaker Near Earth Object Grant » en 2002 par la Planetary Society.
Il travaillait au laboratoire de technologie de l'image de l'université de l'Arizona.
Il est l'un des trois codécouvreurs de l'astéroïde (99942) Apophis (anciennement mieux connu sous sa désignation provisoire 2004 MN4) avec les scientifiques David J. Tholen et Fabrizio Bernardi de l'université d'Hawaï. Cet astéroïde se rapprochera fortement de la Terre le 13 avril 2029 et sera aussi brillant qu'une étoile de troisième magnitude.
Il a également laissé son nom à la comète périodique 328P/LONEOS-Tucker
L'astéroïde (10914) Tucker a été nommé en son honneur.

## Astéroïdes découverts
| (10220) Pigott         | 20 octobre 1997   |
| (14542) Karitskaya     | 29 septembre 1997 |
| (16783) Bychkov        | 14 décembre 1996  |
| (16861) Lipovetsky     | 27 décembre 1997  |
| (17025) Pilachowski    | 13 mars 1999      |
| (17941) Horbatt        | 6 mai 1999        |
| (21523) GONG           | 26 juin 1998      |
| (21811) Burroughs      | 5 octobre 1999    |
| (23884) Karenharvey    | 20 septembre 1998 |
| (24259) Chriswalker    | 12 décembre 1999  |
| (25275) Jocelynbell    | 14 novembre 1998  |
| (26924) Johnharvey     | 30 décembre 1996  |
| (27049) Kraus          | 18 septembre 1998 |
| (28341) Bingaman       | 13 mars 1999      |
| (29825) Dunyazade      | 20 février 1999   |
| (29874) Rogerculver    | 14 avril 1999     |
| (31086) Gehringer      | 12 janvier 1997   |
| (31098) Frankhill      | 9 juin 1997       |
| (31190) Toussaint      | 27 décembre 1997  |
| (31556) Shatner        | 13 mars 1999      |
| (31557) Holleybakich   | 13 mars 1999      |
| (32608) Hallas         | 24 août 2001      |
| (32621) Talcott        | 8 septembre 2001  |
| (33103) Pintar         | 27 décembre 1997  |
| (34791) Ericcraine     | 18 septembre 2001 |
| (35734) Dilithium      | 14 avril 1999     |
| (39741) Komm           | 9 janvier 1997    |
| (40248) Yukikajiura    | 12 décembre 1998  |
| (40775) Kalafina       | 5 octobre 1999    |
| (40776) Yeungkwongyu   | 7 octobre 1999    |
| (41199) Wakanaootaki   | 21 novembre 1999  |
| (42271) Keikokubota    | 24 août 2001      |
| (44027) Termain        | 2 janvier 1998    |
| (44455) Artdula        | 7 novembre 1998   |
| (44475) Hikarumasai    | 16 novembre 1998  |
| (47466) Mayatoyoshima  | 31 décembre 1999  |
| (49272) Bryce Canyon   | 27 octobre 1998   |
| (49382) Lynnokamoto    | 12 décembre 1998  |
| (51985) Kirby          | 22 septembre 2001 |
| (52649) Chrismith      | 27 décembre 1997  |
| (53237) Simonson       | 9 février 1999    |
| (53250) Beucher        | 20 février 1999   |
| (53253) Zeiler         | 13 mars 1999      |
| (54563) Kinokonasu     | 31 août 2000      |
| (55108) Beamueller     | 24 août 2001      |
| (55212) Yukitoayatsuji | 12 septembre 2001 |
| (55222) Makotoshinkai  | 12 septembre 2001 |
| (55223) Akiraifukube   | 12 septembre 2001 |

| (55319) Takanashi         | 18 septembre 2001 |
| (55320) Busler            | 19 septembre 2001 |
| (55397) Hackman           | 22 septembre 2001 |
| (55559) Briancraine       | 18 décembre 2001  |
| (83464) Irishmccalla      | 19 septembre 2001 |
| (85585) Mjolnir           | 21 mars 1998      |
| (90455) Irenehernandez    | 12 février 2004   |
| (91275) Billsmith         | 13 mars 1999      |
| (91607) Delaboudinière    | 5 octobre 1999    |
| (99942) Apophis           | 19 juin 2004      |
| (101383) Karloff          | 30 octobre 1998   |
| (101432) Adamwest         | 14 novembre 1998  |
| (101713) Marston          | 20 février 1999   |
| (101723) Finger           | 13 mars 1999      |
| (101781) Gojira           | 14 avril 1999     |
| (101813) Elizabethmarston | 14 mai 1999       |
| (102234) Olivebyrne       | 5 octobre 1999    |
| (108496) Sullenberger     | 21 mai 2001       |
| (109330) Clemente         | 24 août 2001      |
| (109435) Giraud           | 22 août 2001      |
| (109712) Giger            | 12 septembre 2001 |
| (110026) Hamill           | 17 septembre 2001 |
| (110404) Itoemi           | 11 octobre 2001   |
| (110405) Itoyumi          | 12 octobre 2001   |
| (110408) Nakajima         | 13 octobre 2001   |
| (110416) Cardille         | 11 octobre 2001   |
| (113333) Tyler            | 13 septembre 2002 |
| (113405) Itomori          | 28 septembre 2002 |
| (113461) McCay            | 30 septembre 2002 |
| (117582) Kenjikawai       | 7 mars 2005       |
| (119248) Corbally         | 10 septembre 2001 |
| (119846) Goshiina         | 6 février 2002    |
| (121121) Koyoharugotoge   | 19 avril 1999     |
| (121133) Kenflurchick     | 15 mai 1999       |
| (124114) Bergersen        | 21 avril 2001     |
| (124368) Nickphoenix      | 24 août 2001      |
| (124398) Iraklisimonia    | 22 août 2001      |
| (124450) Shyamalan        | 25 août 2001      |
| (124845) Clinteastwood    | 12 octobre 2001   |
| (126906) Andykulessa      | 10 mars 2002      |
| (127477) Fredalee         | 14 septembre 2002 |
| (128228) Williammarsh     | 18 septembre 2003 |
| (128593) Balfourwhitney   | 20 août 2004      |
| (128795) Douglaswalker    | 13 septembre 2004 |
| (128882) Jennydebenedetti | 22 septembre 2004 |
| (136818) Selqet           | 29 juin 1997      |
| (326290) Akhenaton        | 21 avril 1998     |